# The Stanley Parable

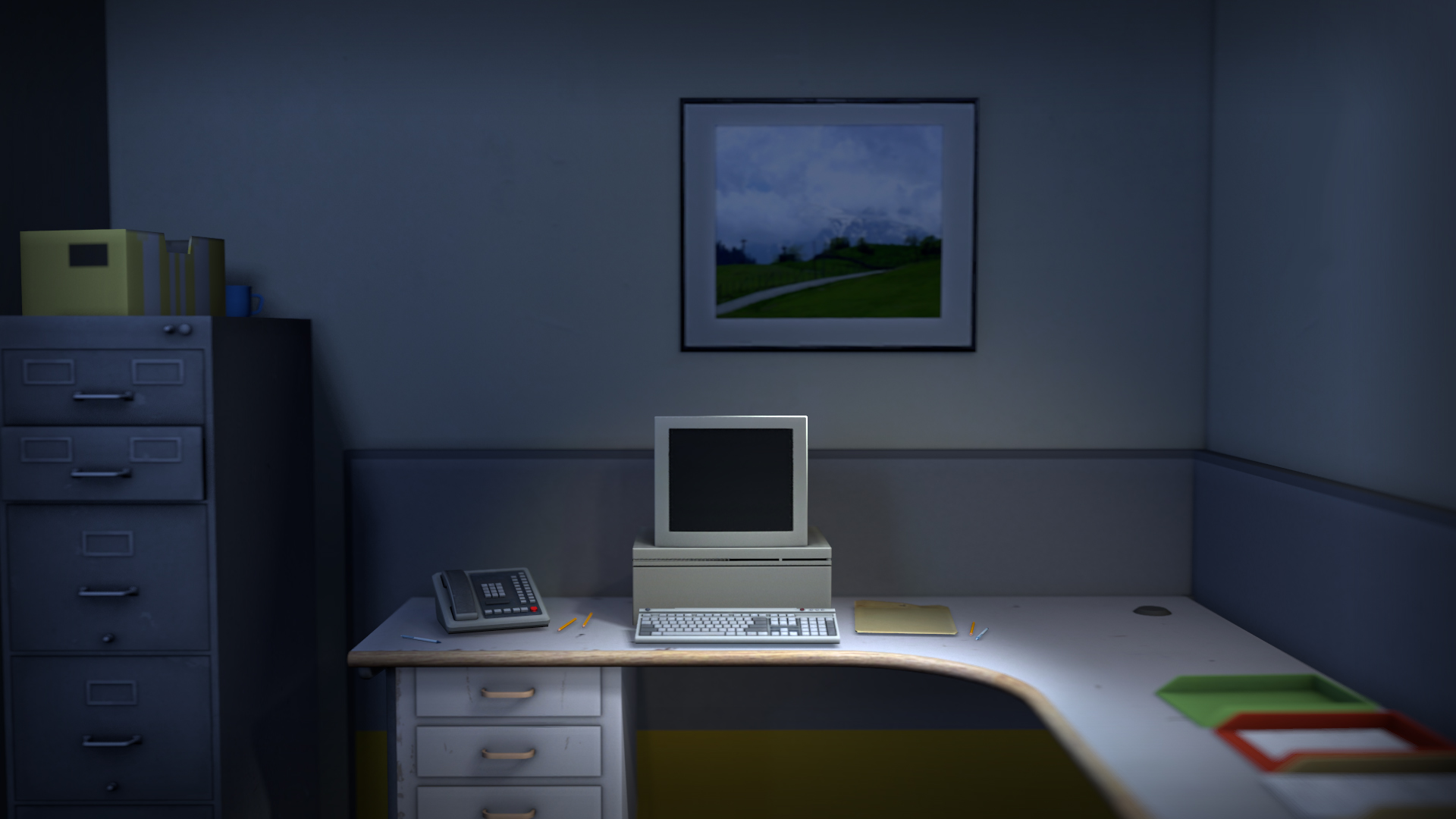
Рабочее место Стэнли

The Stanley Parable (с англ. — «Притча о Стэнли») — компьютерная игра, принадлежащая к жанрам визуальный роман и interactive fiction. Первоначально была выпущена Дэви Риденом (англ. Davey Wreden) в июле 2011 года как модификация на движке Source, однако позже переработана им в соавторстве с Уильямом Пью (англ. William Pugh) в полноценную игру. Ремейк был анонсирован с помощью сервиса продвижения инди-игр Steam Greenlight в 2012 и на следующий год полноценное издание увидело свет. 27 апреля 2022 года вышла на консолях PlayStation 4, PlayStation 5, Xbox Series S/X, Xbox One под обновлённым названием The Stanley Parable: Ultra Deluxe.
Игра в целом была очень положительно принята критиками — средний балл на GameRankings составляет 90,25 %, на Metacritic — 88/100. Некоторые издания отнесли The Stanley Parable к лучшим играм 2013 года.

## Игровой процесс

Возможные концовки игры: красные кружки — концовки, приводящие к перезапуску; оранжевые — концовки с ручным перезапуском.

В игре с видом от первого лица игроку позволяется лишь передвигаться и взаимодействовать с небольшим количеством предметов, открывать двери и нажимать на кнопки. Большая часть истории излагается закадровым голосом рассказчика, который во вступлении объясняет, что офисный работник Стэнли всю жизнь нажимал клавиши по требованиям на экране своего компьютера, а когда однажды команды не поступило, обнаружил, что никого из коллег нет на месте.
С этого момента сюжет может развиваться нелинейным образом. Рассказчик комментирует всё происходящее, излагая историю в прошедшем времени прежде, чем игрок последует его рекомендациям. В зависимости от того, следует ли игрок его рекомендациям, поведение и интонации рассказчика меняются. Например, когда Стэнли доходит до первой развилки, рассказчик сообщает, что Стэнли прошёл через левую дверь; если же игрок проходит через правую дверь, рассказчик пытается убедить того передумать и вернуться на нужный путь. Благодаря такому способу повествования, согласно авторской задумке, сюжет может рассматриваться как аллегория о выборе и природе принятия решений. Кроме того, при некоторых действиях рассказчик ломает четвёртую стену, обращаясь не к персонажу, а напрямую к игроку. Если следовать всем указаниям рассказчика, то Стэнли, проходя через офисные помещения, сначала попадает в комнату начальника, оттуда в секретное подземное помещение контроля за разумом сотрудников, откуда выбирается на свободу, отключив питание.
В оригинальной модификации существовало шесть возможных концовок и, по мнению Дэви Ридена, достижение их всех должно было занять около часа. Ремейк не привнёс фундаментальных изменений в геймплей или нарративную структуру, но увеличил количество концовок и изменил их окружение. Ни одна из концовок не даёт ответ на вопрос, почему Стэнли остался в офисе один; после каждой из концовок игра начинается заново, причём иногда меняется внешний вид стартовой локации. По умолчанию возможность сохранять свой прогресс и загружать сделанные сохранения отсутствует; игрок может совершать эти действия только после обращения к специальным подпунктам меню настроек.

## Разработка

### Оригинальная модификация
Дэви Риден рассказывал, что замысел будущей игры сложился у него в возрасте 19 лет, за три года до выпуска первой версии. Он много думал о принципах повествования в видеоиграх и о том, что может произойти, если игрок решит действовать не так, как предусмотрено сюжетом. К тому же он собирался сделать модификацию-прототип в одиночку, чтобы впоследствии включать её в своё портфолио как разработчика игр. Играя во многие игры класса AAA того времени, он задумывался над тем, что в них присутствовало большое количество предположений о предыдущем подобном опыте игрока и о стандартном образе его действий, и находил такие игры скучными, поскольку их разработчики не давали возможность задавать вопрос «а что будет, если я буду действовать иначе?». При этом он подчёркивал, что в более новых проектах, таких как Metal Gear, Half-Life 2, Portal, Braid и BioShock, подобным вещам стало уделяться гораздо больше внимания, в них игроку предоставлялась возможность задумываться о повествовании. И хотя первоначально планировалось создать игру, поднимающую вопрос, почему и зачем люди играют в видеоигры, Риден понял, что этот вопрос поднимался и прежде. Тогда он решил сделать игру, которая будет оставаться предметом обсуждения среди прошедших её людей. На тот момент весь дизайн-документ состоял из фразы «сбивать игроков с толку всеми возможными способами, подлавливать их, обещать ответы и выдергивать в последний момент из-под носа».
Риден тогда обучался в кинематографической школе университета Южной Калифорнии и не имел опыта работы с движком Source, поэтому начал работу над проектом с самообразования, изучая форумы и вики, посвящённые Source Development Kit. Кроме озвучивания, которым занялся британский актёр озвучивания Кивэн Брайтинг, The Stanley Parable был полностью работой самого Ридена. Риден нашёл Брайтинга, разместив объявление на специализированном сайте, и счёл его кандидатуру идеально подходящей для грядущей игры. Брайтинг записал все свои реплики с первого раза. Риден хотел сделать игру достаточно короткой, чтобы позволить игрокам познакомиться со всеми концовками без значительных временных затрат. Краткость игры также позволила ему ввести бессмысленные окончания, как, например, «и после этого все были счастливы!», которые в противном случае могли быть отрицательно восприняты игроками, прошедшими долгий путь. Бо́льшая часть задуманных идей была воплощена, отброшены были только те, к которым он не смог придумать реализацию на Source. Так, Риден хотел включить в игру эпизод, где игрок должен был нажимать кнопки согласно получаемым указаниям, но у него не получалось разобраться с обработкой ввода с клавиатуры, и этот момент остался недоделанным; позже он получил положительные отзывы от аудитории, поскольку несоответствие требований и возможности их исполнить было воспринято как авторская задумка; в ремейке этот момент был исправлен и обработка нажатий требуемых клавиш стала происходить верно. Несмотря на успех игры, Риден признал, что в целом проект был для него изнурительным и несколько снизил его карьерные амбиции, хотя и отметил, что замеченный им интерес к его продукту со стороны других игроков придавал ему силы.
Риден тестировал игру вместе с одним из своих друзей перед тем, как опубликовать её на Mod DB за несколько недель до окончания колледжа. По завершении учёбы Риден переехал в Австралию, намереваясь открыть тематический видеоигровой бар, подобный Mana Bar в Брисбене, где он работал около года, однако успех модификации внёс коррективы в его планы. Ему стали приходить многочисленные предложения участия в разработке новых игр. Также он получил несколько предложений по трудоустройству, которые отверг, поскольку предлагаемые места работы его не прельщали. Вместо этого он решил найти людей, с которыми можно было сделать улучшенную версию The Stanley Parable и затем заняться новыми разработками.

### Ремейк

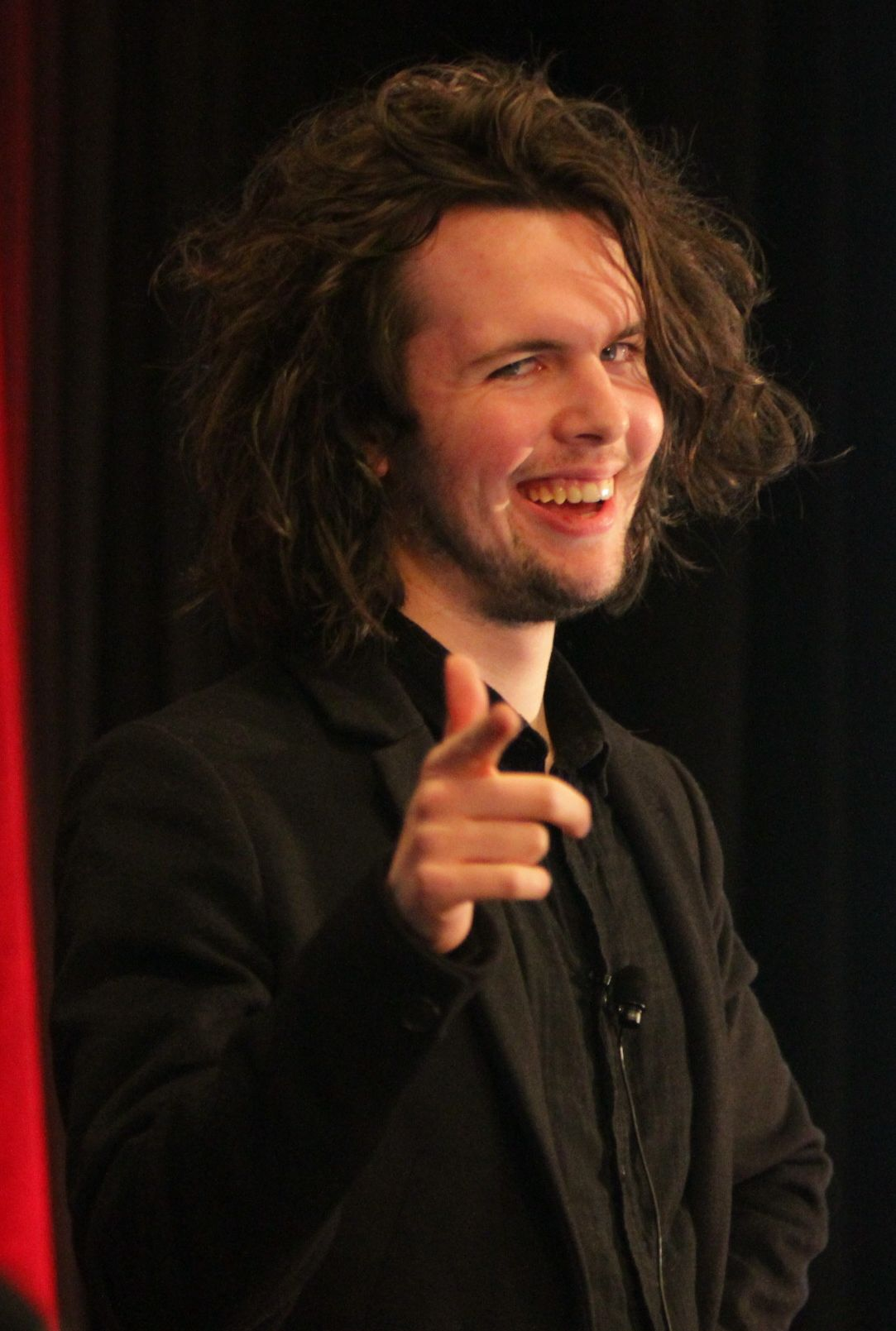
Уильям Пью на Game Developers Conference 2015

Вскоре после выпуска оригинальной модификации с Риденом связался Уильям Пью, у которого был опыт в работе с движком Source; он даже был удостоен премии Saxxy Awards, вручаемой Valve за лучшие машинимы, созданные на этом движке. До Пью дошли слухи о модификации Ридена, он был очень впечатлён этой работой и, увидев, что Риден разыскивает сотрудника, откликнулся. В течение двух лет они работали над переработкой модификации. Хотя первоначально Риден хотел воссоздать оригинал в точности, вместе с Пью они пришли к решению переработать существующий материал и расширить его, создать «интерполяцию» оригинальной игры. Брайтинг остался в роли рассказчика, поскольку по мнению Ридена его голос был «половиной от успеха игры».
На определённом этапе разработки в некотором месте в игре можно было найти блок-схему, описывающую возможные варианты развития событий, но тестирования показали, что это убивало интерес у игроков, и от такого решения пришлось отказаться; тем не менее, чтобы игроки не пропустили сюжетные развилки, были внесены изменения в дизайн мест, где возможно принятие решения, некоторые из них были отмечены отдельным цветом. В оригинальной модификации при неком стечении обстоятельств игрок попадал в окружение, созданное из элементов Half-Life 2. В ремейке вместо этого появились первый уровень Portal и сцена из Minecraft. Пью и Риден добились разрешения на их включение у Valve Corporation и Маркуса Перссона соответственно.
Первоначально разработчики планировали распространять игру по модели «плати сколько хочешь», но позже отдали предпочтение сервису Steam Greenlight, где независимые разработчики могут представлять свои игры на суд пользователей и по результатам голосования игры могут быть одобрены Valve на добавление в основной магазин. В октябре 2012 игра получила разрешение на включение в Steam. Хотя сперва Риден собирался назвать новую версию The Stanley Parable: HD Remix, позже он решил отбросить подзаголовок, считая готовый продукт окончательной версией игры.
Риден и Пью сообщили, что ремейк будет выпущен в Steam 17 октября 2013, и опубликовали его демо-версию. Принимая во внимание нестандартную структуру игры, которая должна постоянно удивлять и разрушать ожидания, разработчики понимали, что часть итоговой игры нельзя вырезать для показа ради сохранения интриги. К тому же вырванная из контекста сцена могла бы только привести игроков в раздражение, особенно из-за неизвестности содержания предыдущих монологов рассказчика. Вместо этого они приняли решение сделать нетрадиционную демо-версию, использующую те же самые приёмы повествования, что и оригинал. В итоге на протяжении всей демо-версии закадровый голос проводит экскурсию для игрока по отдельным элементам будущей игры, настойчиво возвращаясь к мысли о приобретении полной версии, и неоднократно обещает, что полноценная демо-версия скоро начнётся.
В демо-версию включён уровень, моделирующий приёмную комнату, где протагонист должен дожидаться своей очереди вступить в игру; эта комната была одним из первых элементов, воплощённых для игры. Риден говорил, что это было сделано неспроста, ведь «даже самые обыденные задачи, вроде ожидания в приёмной, могут быть интересными, если они не являются тем, чем вы должны заниматься». Он послал особые версии демо в Game Grumps и Адаму Сесслеру из Revision3 для съёмки летсплеев, в которых были записаны специальные персонифицированные реплики для адресатов. Благодаря этому снятые ролики собирали больше просмотров, что способствовало продвижению игры. Риден признавал, что демо привлекло не меньше внимания СМИ, чем полноценная игра. Демонстрационная версия, не содержащая элементов самой игры, была названа «даже бо́льшим троллингом, нежели оригинальная модификация»; Риден ставил перед собой цель передать дух игры, вывернув наизнанку традиционную модель построения демо-версий.
Люк Рейли из IGN поставил демо-версию The Stanley Parable на второе место в списке лучших демо-версий в истории, отмечая, что «это совершенно отдельное упражнение, призванное подготовить нас к уникальным взаимоотношениям игрока с рассказчиком, которые составляют ядро The Stanley Parable».
Версия для OS X 10.8 (и позже) была выпущена 19 декабря 2013, позже была добавлена поддержка и более ранних версий.

## Выпуск и критика
| Сводный рейтинг       | Сводный рейтинг             |
| Агрегатор             | Оценка                      |
| --------------------- | --------------------------- |
| GameRankings          | 90,25 %                     |
| Metacritic            | 88/100                      |
| Иноязычные издания    |                             |
| Издание               | Оценка                      |
| Eurogamer             | 9/10                        |
| Game Informer         | 8,5/10                      |
| GameSpot              | 9/10                        |
| Hardcore Gamer        | 4,5/5                       |
| IGN                   | 8,8/10                      |
| PC Gamer (UK)         | 90/100                      |
| Polygon               | 9/10                        |
| Slant Magazine        | 4/5                         |
| Telegraph             | 4,5/5                       |
| Русскоязычные издания |                             |
| Издание               | Оценка                      |
| Absolute Games        | 85 %                        |
| «IGN Россия»          | —                           |
| Riot Pixels           | 80 %                        |
| «Игромания»           | 9/10 (журнал) 9,5/10 (сайт) |
| «Игры Mail.ru»        | 8/10                        |

### Оригинальная модификация
За две недели, прошедшие после выпуска оригинальной модификации, она была скачана более 90 тысяч раз. Большинство отзывов были положительными, и Риден стал «интернет-сенсацией среди хардкорных игроков». Профессиональной прессой модификация была принята также благосклонно, похвалы удостаивались заставляющая думать структура и экспериментальное устройство, для знакомства с которыми требуется относительно мало времени. Многие журналисты призывали читателей опробовать игру самостоятельно, желая избежать спойлеров. Бен Кучера из Ars Technica отмечал, что хотя игра и предоставляет игроку выбор, многие варианты просто позволяют «чувствовать, будто у тебя больше власти над ситуацией, чем на самом деле». Озвучивание Брайтинга также было оценено высоко. Алекс Аагард в статье для WhatCulture выразил надежду, что The Stanley Parable будет воспринята, как одна из самых инновационных игр всех времён, и поможет переходу видеоигр из разряда развлечений к форме искусства.
Игра удостоилась упоминания в числе претендентов на гран-при Шимаса МакНелли и награды за повествование на 15-м ежегодном Independent Games Festival в 2013 году. Кроме того The Stanley Parable получила специальную награду фестиваля IndieCade в 2012 году.

### Ремейк
Выпущенная в 2013 году отдельная версия игры также заслужила положительные отзывы прессы. Рейтинг на Metacritic на основе 45 рецензий составляет 88/100, на GameRankings на основе 24 обзоров — 90,25 %. Журнал Forbes включил Ридена в список «30 моложе 30» 2013 года в игровой индустрии за коммерческий успех и удачное продвижение The Stanley Parable. За свою работу над игрой Уильям Пью был назван в числе 18 «прорывных британцев» (англ. Breakthrough Brits) 2014 года Британской академией кино и телевизионных искусств.
Брена Хиллиер из VG247 описала, как игра выявляет текущие проблемы в создании сюжетно-ориентированных игр, как она «берётся за традиционные игровые ограничения и с их помощью раскрывает их собственные недостатки».
Эштон Рэйз из The Daily Telegraph также признал, что игра предлагает собственный, но не радикально критический взгляд на суть повествовательных конструкций видеоигр.
Редактор портала Игры@Mail.Ru Максим Еремеев за способ изложения сюжета в виде закадровых монологов отдельного персонажа сравнил The Stanley Parable с Portal, где в роли такого рассказчика выступала GLaDOS. Иван Кислый, рецензент Absolute Games, сравнил игру за многочисленные перезапуски с «Днём сурка», а за нарочитую картонность декораций — с «Шоу Трумана». Кэролин Пети в статье для Gamespot уподобила также игру «Адаптации» Чарли Кауфмана. Олег Зайцев из российского отделения IGN назвал The Stanley Parable «библией агностика», высказав мысль, что главной её проблемой является отсутствие собственно игры. При этом он не поставил игре никакой оценки.
Ремейк выиграл приз зрительских симпатий и номинировался за повествование и звук, а также был включён в список финалистов-претендентов на гран-при Independent Games Festival 2014. На BAFTA Video Games Awards 2014 игра была представлена в номинациях «лучший сюжет» (англ. Best Story), «лучший дебют» (англ. Best Debut Game) и «инновационная игра» (англ. Game Innovation), а Брайтинг получил номинацию за озвучивание.
Gamespot отметил The Stanley Parable в числе лучших игр 2013 года. «Игромания» включила игру в число номинантов в категории «Творческий замысел» за 2013 год и в номинации «Мастерство рассказа» и присудила 1-е место в номинации «Рассказ года», а в 2015 году — в своеобразную «капсулу времени» лучших игр нескольких предыдущих лет.
После выпуска игра возглавила топ продаж в Steam и уже на третий день после выпуска разошлась тиражом более 100 000 копий; по словам Ридена, такой успех мог позволить ему безбедно жить и полностью посвятить себя разработке новых игр на следующие пять лет. Спустя год после запуска игра достигла уровня продаж в один миллион копий.
К игре был выпущен один патч, изменявший изображения в обучающем видео, стилизованном под 1950-е, которые некоторые игроки сочли расистскими.

### Влияние
В мае 2014 для Dota 2 была выпущена модификация, включающая в игру голос Рассказчика. Её разработкой занимались Риден и Пью. The Stanley Parable фигурировала в третьем сезоне телесериала «Карточный домик». Согласно сюжету писатель и игровой журналист, работающий над биографией президента Фрэнка Андервуда, демонстрирует ему игру и использует её сложную структуру в качестве метафоры текущей политической ситуации.